# Barú

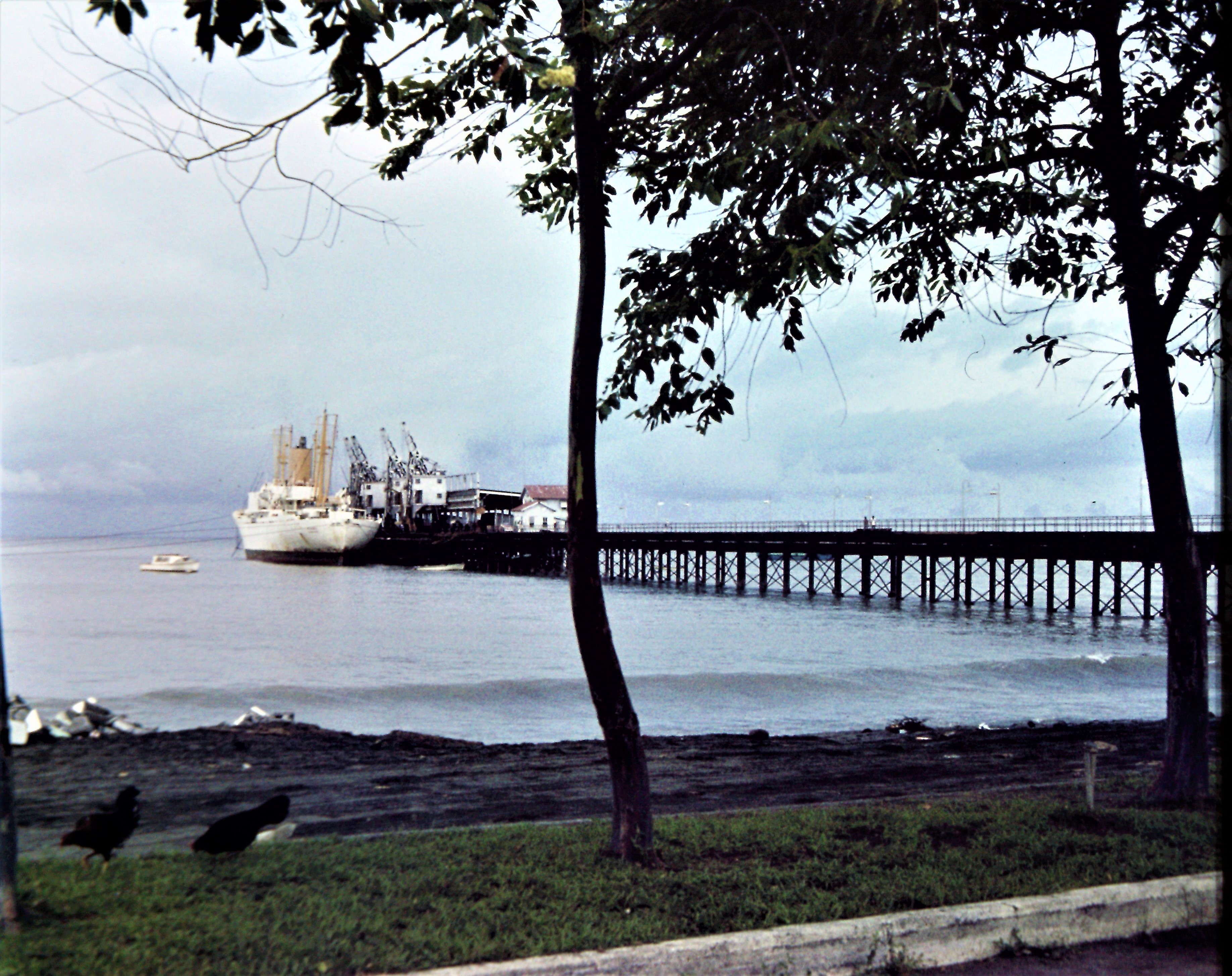
Navio de frutas MS Pekari no cais de Puerto Armulles. Foto de 1976.

Barú é um distrito da província de Chiriquí, Panamá. Possui uma área de 588,70 km² e uma população de 60.551 habitantes (censo 2000), perfazendo uma densidade demográfica de 102,86 hab./km². Sua capital é a cidade de Puerto Armuelles.